# الاکا، بشیری
الاکا، بشیری (به لاتین: Alaca, Beşiri) یک منطقهٔ مسکونی در ترکیه است که در استان باتمان واقع شده‌است.

## خصوصیات
الاکا ۴۳۰ نفر جمعیت دارد.